# Elachista revinctella
Elachista revinctella is een vlinder uit de familie grasmineermotten (Elachistidae). De wetenschappelijke naam is voor het eerst geldig gepubliceerd in 1850 door Zeller.
De soort komt voor in Europa.